# Willian Gomes de Siqueira
Willian Gomes de Siqueira, meglio noto come Willian (Três Fronteiras, 19 novembre 1986), è un calciatore brasiliano, attaccante dell'América-MG.

## Palmarès

### Competizioni nazionali
- Campionato brasiliano: 4

Corinthians: 2011
Cruzeiro: 2013, 2014
Palmeiras: 2018
- Coppa del Brasile: 1

Palmeiras: 2020
- Campeonato Brasileiro Série B: 1

Santos: 2024

### Competizioni statali
- Campionato Mineiro: 1

Cruzeiro: 2014
- Campionato paulista: 1

Palmeiras: 2020
- Campionato Carioca: 1

Fluminense: 2022
- Taça Guanabara: 1

Fluminense: 2022, 2023

### Competizioni internazionali
- Coppa Libertadores: 2

Palmeiras: 2020, 2021